# Mallosia caucasica
Mallosia caucasica là một loài bọ cánh cứng trong họ Cerambycidae.